# 学齢簿
学齢簿（がくれいぼ）は、市町村（特別区を含む）の教育委員会が当該市町村の区域内に住所を有する学齢児童、学齢生徒について編製しなくてはならない表簿のことである。教育委員会は毎学年の初めから5月前までに学齢簿を編製しなくてはならない。
就学事務に当たって重要な帳簿である。法律上の学齢簿には、日本国籍のない児童生徒は記載されないが、彼らが記載される帳簿を通称学齢簿と呼ぶ例もある。
個人情報に該当する事項も多いため、外部には一切公開されない。

## 根拠法
学校教育法施行令第一章「就学義務」第一節「学齢簿」による。